# سيرتشلايت
سيرتشلايت (بالإنجليزية: Searchlight)‏ هي بلدة غير مدخلة  ومكان مخصص التعداد (CDP) في مقاطعة كلارك في ولاية نيفادا الأمريكية، على المنطقة الطوبوغرافية بين سلسلتين جبليتين. بلغ عدد سكانها 539 نسمة حسب لتعداد عام 2010. 

## المناخ
يظهر الجدول التالي التغييرات المناخية على مدار السنة لسيرتشلايت:
| البيانات المناخية لـسيرتشلايت     | البيانات المناخية لـسيرتشلايت | البيانات المناخية لـسيرتشلايت | البيانات المناخية لـسيرتشلايت | البيانات المناخية لـسيرتشلايت | البيانات المناخية لـسيرتشلايت | البيانات المناخية لـسيرتشلايت | البيانات المناخية لـسيرتشلايت | البيانات المناخية لـسيرتشلايت | البيانات المناخية لـسيرتشلايت | البيانات المناخية لـسيرتشلايت | البيانات المناخية لـسيرتشلايت | البيانات المناخية لـسيرتشلايت | البيانات المناخية لـسيرتشلايت |
| الشهر                             | يناير                         | فبراير                        | مارس                          | أبريل                         | مايو                          | يونيو                         | يوليو                         | أغسطس                         | سبتمبر                        | أكتوبر                        | نوفمبر                        | ديسمبر                        | المعدل السنوي                 |
| --------------------------------- | ----------------------------- | ----------------------------- | ----------------------------- | ----------------------------- | ----------------------------- | ----------------------------- | ----------------------------- | ----------------------------- | ----------------------------- | ----------------------------- | ----------------------------- | ----------------------------- | ----------------------------- |
| الدرجة القصوى °ف (°م)             | 77 (25)                       | 81 (27)                       | 90 (32)                       | 94 (34)                       | 102 (39)                      | 110 (43)                      | 111 (44)                      | 110 (43)                      | 107 (42)                      | 98 (37)                       | 86 (30)                       | 75 (24)                       | 111 (44)                      |
| متوسط درجة الحرارة الكبرى °ف (°م) | 53.7 (12.1)                   | 58.4 (14.7)                   | 65.0 (18.3)                   | 73.1 (22.8)                   | 82.5 (28.1)                   | 92.7 (33.7)                   | 97.6 (36.4)                   | 95.4 (35.2)                   | 89.0 (31.7)                   | 77.0 (25.0)                   | 63.6 (17.6)                   | 54.4 (12.4)                   | 75.2 (24.0)                   |
| متوسط درجة الحرارة الصغرى °ف (°م) | 35.6 (2.0)                    | 38.3 (3.5)                    | 41.8 (5.4)                    | 48.0 (8.9)                    | 55.9 (13.3)                   | 64.8 (18.2)                   | 71.4 (21.9)                   | 69.6 (20.9)                   | 63.9 (17.7)                   | 53.9 (12.2)                   | 43.0 (6.1)                    | 36.4 (2.4)                    | 51.9 (11.1)                   |
| أدنى درجة حرارة °ف (°م)           | 7 (−14)                       | 11 (−12)                      | 20 (−7)                       | 27 (−3)                       | 30 (−1)                       | 40 (4)                        | 52 (11)                       | 51 (11)                       | 41 (5)                        | 23 (−5)                       | 15 (−9)                       | 8 (−13)                       | 7 (−14)                       |
| الهطول إنش (مم)                   | 0.92 (23)                     | 0.96 (24)                     | 0.77 (20)                     | 0.40 (10)                     | 0.20 (5.1)                    | 0.11 (2.8)                    | 0.91 (23)                     | 1.08 (27)                     | 0.61 (15)                     | 0.52 (13)                     | 0.43 (11)                     | 0.79 (20)                     | 7.70 (196)                    |
| المصدر: WRCC                      |                               |                               |                               |                               |                               |                               |                               |                               |                               |                               |                               |                               |                               |

## أعلام
- هاري ريد
- لويس ماير